# アミティ舞洲
大阪市舞洲障がい者スポーツセンター（おおさかしまいしましょうがいしゃスポーツセンター）は、大阪府大阪市此花区の舞洲内にある障害者専用スポーツ施設および宿泊施設。通称アミティ舞洲（アミティまいしま）。同市内の障害者専用スポーツ施設としては大阪市長居障がい者スポーツセンターに次いで2番目となる。

## 歴史
1964年（昭和39年）、東京オリンピックが開催され、その直後にパラリンピック東京大会が開催。それを契機に1965年（昭和40年）に全国身体障害者スポーツ大会が開催される様になった。全国大会に参加する選手の練習場所に苦慮していた大阪市では、1974年（昭和49年）に長居公園内に全国で初めての障害者のためのスポーツセンターである大阪市身体障害者スポーツセンター（現：大阪市長居障がい者スポーツセンター）を開設。
長居障害者スポーツセンターの開設を契機として、障害者のスポーツに対する関心が高まり、センターの利用が年間27万人、1日あたり900人を越える状況になってきた事から、新たなスポーツセンターの設置要望が強まり、大阪市は1994年（平成6年）に当舞洲障害者スポーツセンターの基本計画を策定。1995年（平成7年）9月に建設が始まり、1997年（平成9年）10月1日に開設された。
開設と同じ年に開催された第33回全国身体障害者スポーツ大会（通称：ふれ愛ぴっく大阪）では陸上競技・水泳・卓球の練習会場となった。2008年の夏季オリンピックで大阪五輪が実現した場合のパラリンピック会場としても期待されたが、2001年（平成13年）の開催地決定投票で落選。
2012年（平成24年）の「大阪市市政改革プラン」で宿泊施設の稼働率の低さを指摘され、同施設の廃止を含めた議論となったが、「障害者の福祉の増進を阻害しない範囲」での収支均衡策を講じ、毎年度検証していく事を条件に存続となった。
2016年（平成28年）7月、国によりボッチャの競技別強化拠点に選出。

## 施設概要
施設は大阪市が所有し、「大阪市障害者福祉・スポーツ協会」が管理・運営を行っている。
1～2階がスポーツ施設、3～6階が宿泊施設。施設内にはレストランも存在する。

### スポーツ施設
スポーツ施設内の主な設備は以下の通り
- アリーナ
- 温水プール
- ボウリング室
- サブアリーナ
- プレイルーム
- 卓球室
- トレーニング室
- 多目的広場
- アーチェリー場
- 会議室

アリーナ（体育館）はバスケットボールのコート二面分の広さ。ボウリング室は4レーン。温水プールは競技用、重度障害者用、子供用の3種類がある。卓球室には視覚障害者向けに雑音の入らない区画が設けてある。
車いすバスケットボールや電動車椅子サッカーなど、多種多様な障害者スポーツの大会の会場として使われている他、障害者卓球日本代表チームの強化合宿や、障害者競技体験や新年の集いなどの各種イベントでも利用されている。

### 宿泊施設
和室12室、洋室12室、和洋室3室の計27室。宿泊可能人数は81人。バリアフリーを徹底した構造になっており、共同の大浴場2室と家族浴場1室に、自力で入浴出来ない人の為のリフトが設置されてある。宿泊は障がい者、65歳以上の高齢者優先だが、その他の人も空きがあれば6か月前から予約可能。USJや海遊館から車で10分という立地を生かし、観光客の誘致を積極的に行っている。

## アクセス
- 大阪シティバス 西九条駅より舞洲スポーツアイランド行き 「アミティ舞洲」停留所すぐ
- 北港観光バス コスモスクエア駅よりコスモドリームライン 「スラッジセンター前」または「環境局前」停留所から約500m

JR桜島駅より無料のシャトルバスが約30分に1本運行している。